# 초동수사
초동수사(初動搜査, first investigation)란 범죄 발생 직후 현장에 최초로 출동하는 경찰이 범인을 검거하고 증거를 확보하기 위해 행하는 긴급 조치이다. 부상자 구호, 용의자 체포, 목격자 확보, 현장 보존, 수사자료 발견 등이 이루어진다.